# 皮爾查卡區
皮爾查卡區（西班牙語：Distrito de Pilchaca），是秘魯的一個區，位於該國中南部萬卡韋利卡大區的萬卡韋利卡省，始建於1920年8月16日，面積42.97平方公里，海拔高度3,584米，2005年人口790，人口密度每平方公里18人。